# Scott G. Bruce
Scott Gordon Bruce (* 13. September 1967) ist ein kanadischer Mittelalterhistoriker.

## Leben
Er erwarb den B.A. in Geschichte und Latein an der York University in Toronto (1994), 1996 den MA in Geschichte an der Princeton University und den Ph.D. in Geschichte an der Princeton University (2000). Er lehrte von 2002 bis 2018 an der University of Colorado Boulder. 2018 wechselte er an die Abteilung für Geschichte der Fordham University, wo er den Rang eines ordentlichen Professors innehat.
Er ist ein Religions- und Kulturhistoriker im frühen und mittleren Mittelalter (ca. 400–1200 n. Chr.). Seine Forschungsinteressen umfassen Mönchtum, Hagiographie und die Rezeption klassischer und patristischer Traditionen.

## Schriften (Auswahl)
- Silence and sign language in medieval monasticism. The Cluniac tradition c. 900–1200 (= Cambridge Studies in medieval Life and Thought. Serie 4, 68). Cambridge University Press, Cambridge 2007, ISBN 978-0-521-86080-2 (Zugleich: Princeton NJ, University, Dissertation, 2000: Uttering no human Sound.).
- als Herausgeber: Ecologies and economies in medieval and early modern Europe. Studies in environmental history for Richard C. Hoffmann (= Brill’s Series in the History of the Environment. 1). Brill, Leiden 2010, ISBN 978-90-04-18007-9.
- Cluny and the Muslims of La Garde-Freinet. Hagiography and the problem of Islam in medieval Europe. Cornell University Press, Ithaca NY u a. 2015, ISBN 978-0-8014-5299-4.
- als Herausgeber mit Christopher A. Jones: The Relatio metrica de duobus ducibus. A twelfth-century Cluniac poem on prayer for the dead (= Publications of the Journal of medieval Latin. 10). Brepols, Turnhout 2016, ISBN 978-2-503-56827-0.